# Ђорђе Бизанти
Ђорђе Бизанти (Котор, 1490 - Котор, 1560) био је пјесник и петраркиста из ренесансног Котора.

## Биографија
Потиче из племићке породице Бизанти, и био је рођак Трипуна Бизантија, католичког бискупа и хуманисте. Завршио је Граматикалну школу у Котору, а студирао је у Падови. Радио је као судски аудитор и као судија, члан Малог вијећа и Вијећа умољених и градски благајник. Био је пријатељ са Људевитом Пасковићем, који му је посветио једну пјесму на латинском Ascrivium, и још двије на италијанском.

## Дјела
Писао је лирске пјесме на италијанском језику, у стилу Петрарке. Његове пјесме су дио бембистичке поезије, и сматра се првим сљедбеником Бембове реформе петраркистичке лирске поезије.